# Archiv Srbů v Chorvatsku

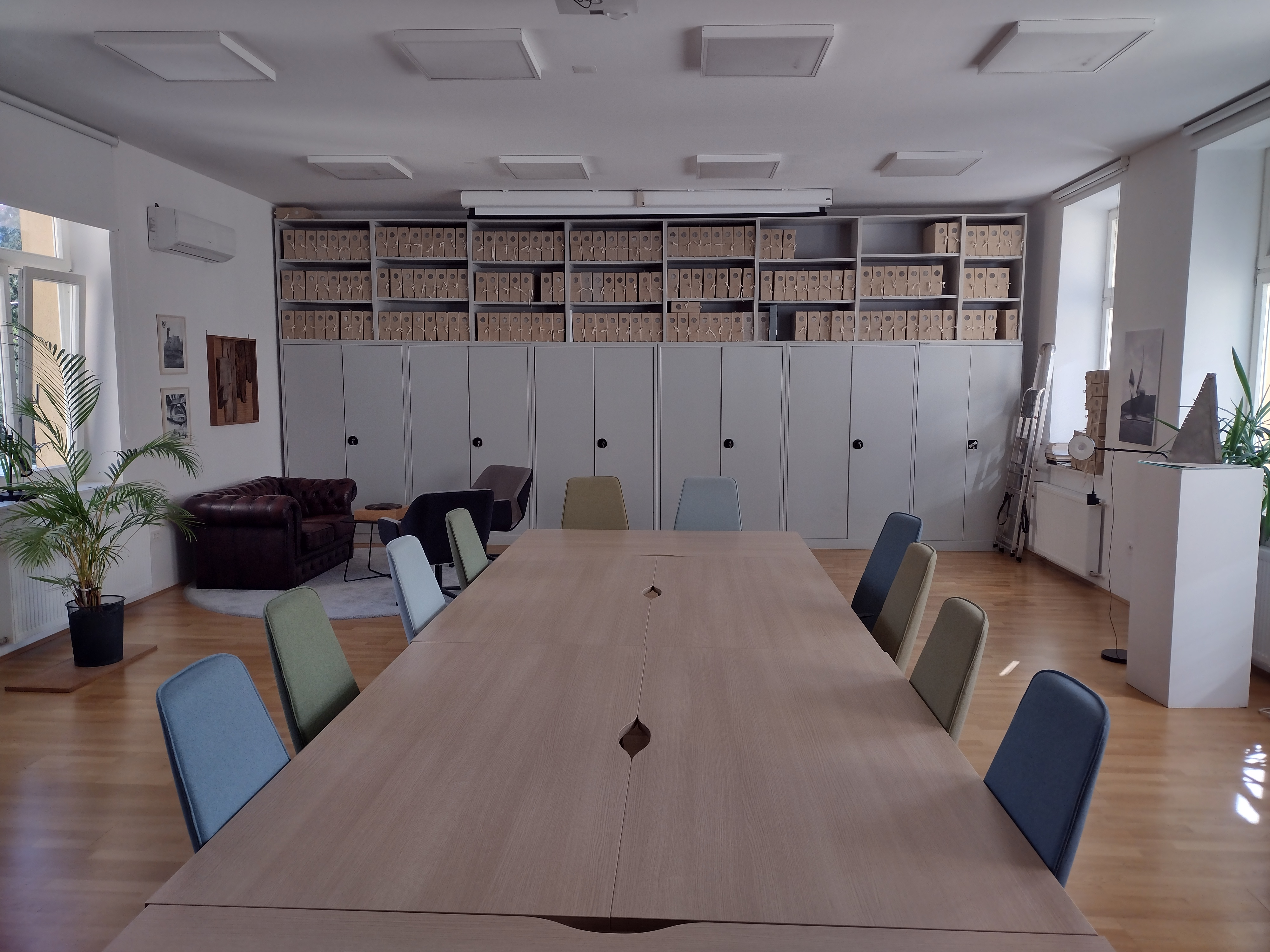
Čítárna archivu.

Archiv Srbů v Chorvatsku (srbsky Arhiv Srba u Hrvatskoj) je ústřední menšinová kulturní organizace, která se věnuje shromažďování dokumentů a jejich archivaci a které se týkají srbské národnostní menšiny v Chorvatsku. Sídlí v Záhřebu. 
Archiv byl zřízen v roce 2006 z rozhodnutí Srbské národní rady (chorvatsky Srpsko narodno vijeće), která působí v rámci Srbské kulturní společnosti Prosvjeta. Odborný dozor nad archivem vykonává Chorvatský státní archiv, archiv Srbů v Chorvatsku spadá do sítě archivů Republiky Chorvatsko. Organizace vydává časopis Tragovi: časopis za srpske i hrvatske teme.
Na počátku své existence se archiv soustředil především na shromažďování dokumentace, která se týkala činnosti Srbské národní rady, ale v průběhu let rozšířil svoji působnost na široké spektrum materiálů, které se týkají dějin Srbů v Chorvatsku. Nyní tak jeho fondy obsahují i materiály, které mu darovaly soukromé osoby, případně různé druhé instituce. Jsou zde písemnosti, jejichž původci jsou Srbské demokratické fórum, Samostatná demokratická srbská strna, Srbská pravoslavná církev (na území Chorvatska), srbské formace z doby Chorvatské války za nezávislost i z druhé světové války. Od roku 2008 je držitelem licence, kterou mu udělil Chorvatský státní archiv a který jej definuje jako tvůrce archivních materiálů. V roce 2023 jeho fondy měly délku 120 metrů. Součástí archivu je i knihovna, která zahrnuje několik tisíc titulů a sbírku novin, včetně časopisů Novosti, Prosvjeta, Ljetopis SKD Prosvjeta, Bijela pčela, Artefakti a Identitet.